# John Vickery
John Estill Vickery (* 4. November 1950 in Alameda, Kalifornien) ist ein US-amerikanischer Schauspieler.

## Leben
Vickery wurde in Alameda geboren und wuchs in Oakland auf. Bereits in der High School übernahm einer eine Rolle in einer Aufführung des Shakespeare-Stücks Was ihr wollt. An der University of California, Davis studierte er zunächst Mathematik. Nach seinem Abschluss studierte er Schauspiel in London. Seit Anfang der 1980er Jahre wirkte er in zahlreichen Kinofilmen, Fernsehfilmen und Fernsehserien mit. Eine größere Bekanntheit erlangte er in den 1990er Jahren durch wiederkehrende Auftritte in drei Star-Trek-Serien (Raumschiff Enterprise – Das nächste Jahrhundert, Star Trek: Deep Space Nine und Star Trek: Enterprise) sowie in Babylon 5 und dessen Ableger Crusade.
Ebenfalls seit den frühen 1980er Jahren ist Vickery als Theaterschauspieler tätig. Er trat unter anderem in New York City, Los Angeles, Costa Mesa und Stratford (Ontario) auf. Dabei übernahm er häufig Rollen in klassischen Shakespeare-Stücken. Zwischen 1997 und 2003 verkörperte er bei Aufführungen in New York, Minneapolis und Los Angeles außerdem Scar in der Musical-Adaption von Der König der Löwen.
Vickery hat eine Tochter.

## Filmografie
- 1980: The Merry Wives of Windsor (Direct-to-Video)
- 1982: Macbeth (Fernsehfilm)
- 1984: Liebe, Lüge, Leidenschaft (Fernsehserie, 1 Folge)
- 1986: Hokuto no Ken (englische Synchronstimme)
- 1986: Heiße Hölle L. A.
- 1986–1987: Crime Story (Fernsehserie, 4 Folgen)
- 1987: Napoleon und Josephine – Eine Liebesgeschichte (Fernsehserie, 3 Folgen)
- 1987: Morning Maggie (Fernsehfilm)
- 1988: Warum muß Wesley sterben? (Fernsehfilm)
- 1988: Zwei mal zwei
- 1989: Die Champagner-Dynastie (Fernsehserie, 2 Folgen)
- 1989: Steven – Die Entführung (Fernsehserie, 2 Folgen)
- 1990–1991: L.A. Law – Staranwälte, Tricks, Prozesse (Fernsehserie, 2 Folgen)
- 1991: Überflieger (Fernsehserie, 1 Folge)
- 1991: Raumschiff Enterprise – Das nächste Jahrhundert (Fernsehserie, 1 Folge)
- 1991: Wahre Freunde (Fernsehfilm)
- 1992: Civil Wars (Fernsehserie, 1 Folge)
- 1992: Rapid Fire – Unbewaffnet und extrem gefährlich
- 1992: Dr. Giggles
- 1994: Undercover Sarah (Fernsehfilm)
- 1994: Fortune Hunter – Bei Gefahr: Agent Carlton Dial (Fernsehserie, 1 Folge)
- 1994–1997: Babylon 5 (Fernsehserie, 6 Folgen)
- 1995: Teknoman (Fernsehserie, Stimme)
- 1995: Son for Sail (Kurzfilm)
- 1996: Ein Single kommt immer allein (Fernsehserie, 1 Folge)
- 1999: Star Trek: Deep Space Nine (Fernsehserie, 3 Folgen)
- 1999: Crusade (Fernsehserie, 1 Folge)
- 1999: Männer ohne Nerven (Fernsehserie, 1 Folge)
- 2000: Für alle Fälle Amy (Fernsehserie, 1 Folge)
- 2000: The Others (Fernsehserie, 1 Folge)
- 2000: Allein gegen die Zukunft (Fernsehserie, 1 Folge)
- 2000: Vampire: The Masquerade – Redemption (Computerspiel, Stimme)
- 2001: Time Squad (Fernsehserie, 1 Folge)
- 2001: Shooting LA
- 2001–2002: New York Cops – NYPD Blue (Fernsehserie, 3 Folgen)
- 2002: Mord nach Plan
- 2002: The Big Time (Fernsehfilm)
- 2003: Frasier (Fernsehserie, 1 Folge)
- 2003: Star Trek: Enterprise (Fernsehserie, 1 Folge)
- 2003: Without a Trace – Spurlos verschwunden (Fernsehserie, 1 Folge)
- 2003: I'm with Her (Fernsehserie, 1 Folge)
- 2004: Century City (Fernsehserie, 1 Folge)
- 2004: Debating Robert Lee
- 2007: Navy CIS (Fernsehserie, 1 Folge)
- 2009: Caesar and Cleopatra
- 2010: Dante's Inferno (Computerspiel, Stimme)
- 2010: Medium – Nichts bleibt verborgen (Fernsehserie, 1 Folge)
- 2010: The Tempest
- 2011: Pirates of the Caribbean: Tales of the Code: Wedlocked (Kurzfilm)
- 2012: Modern Family (Fernsehserie, 1 Folge)